# Tratado de Paucarpata
O Tratado de Paucarpata refere-se ao um acordo assinado em 17 de novembro de 1837 no âmbito da Guerra da Confederação, uma guerra entre a Confederação Peru-Boliviana contra o Exército de Restaurador do Peru e o Chile, num momento em que as tropas chilenas de Manuel Blanco Encalada enviadas ao Peru pelo Congresso do Chile vendo-se cercadas e enfrentando o perigo de uma derrota esmagadora negociaram sua rendição ao General Andrés de Santa Cruz através de um tratado de paz no qual concordaram com sua retirada do Peru e sua palavra de não pegar em armas novamente contra a Confederação.
Esta operação militar e a posterior negociação diplomática ocorreram em frente a Paucarpata (Arequipa), num momento em que estavam dominadas pelas tropas do Marechal Santa Cruz em melhor posição e condições que a expedição restauradora.
O Tratado de Paucarpata concordava com a devolução de todos os navios capturados pelo Chile, a restauração das relações comerciais entre ambas as nações, a retirada de todas as tropas chilenas dos territórios confederados e o pagamento pela Confederação das antigas dívidas externas peruanas com o Chile.
Quando o Almirante Blanco Encalada retornou de forma bastante ignominiosa a Valparaíso com a frota e o exército em dezembro de 1837, o escândalo foi gigantesco. O governo chileno e a opinião pública chilena repudiaram o tratado com indignação. Após o retorno da expedição restauradora ao Chile, o governo daquele país emitiu um decreto em 18 de dezembro de 1837, ignorando o tratado assinado, argumentando entre outras coisas que os representantes chilenos não tinham o poder de fazer a paz, portanto, o estado de guerra prosseguiria como antes do tratado de Paucarpata.

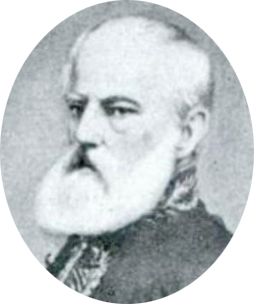
A assinatura do Tratado de Paucarpata significou o fim da carreira militar do coronel Antonio José de Irisarri.

O chefe da esquadra chilena, Roberto Simpson, foi o encarregado de levar esta notícia a Arica, que, através do governador da praça, comunicou-a o Coronel Antonio José de Irisarri e às autoridades da Confederação, e depois continuar imediatamente para o norte com a intenção de derrotar os navios peruanos com os quais sustentou um combate naval de Islay em 12 de janeiro.
Devido aos resultados desta campanha, foram apresentadas acusações contra o General Manuel Blanco Encalada e o Coronel Antonio José de Irisarri, embora o primeiro tenha sido posteriormente absolvido, o mesmo não aconteceu com o segundo que, depois de julgado e condenado por alta traição, teve que exilar-se na Colômbia e depois mudou-se para os Estados Unidos, país onde faleceria em 1868 enquanto atuava como representante diplomático da Guatemala, alcançando notoriedade e reconhecimento em ambos os países por sua atuação e produção literária.